# Бад-Герсфельд
Бад-Герсфельд (нім. Bad Hersfeld) — місто в Німеччині, районний центр, розташоване в Гессені. Підпорядкований адміністративному округу Кассель. Входить до складу району Герсфельд-Ротенбург. Населення становить 30 087 чоловік (на 31 грудня 2010 року). Займає площу 73,82 км². Офіційний код 06 6 32 002.

## Інфраструктура
У Бад-Герсфельді розташовані виробничі площі компаній AG Kühnle, Kopp & Kausch та Amazon.com.

## Міста-побратими
- Л'Аї-ле-Роз, Франція (1988)
- Бад-Зальцунген, Німеччина (1990)
- Шумперк, Чехія (1994)

## Фотографії

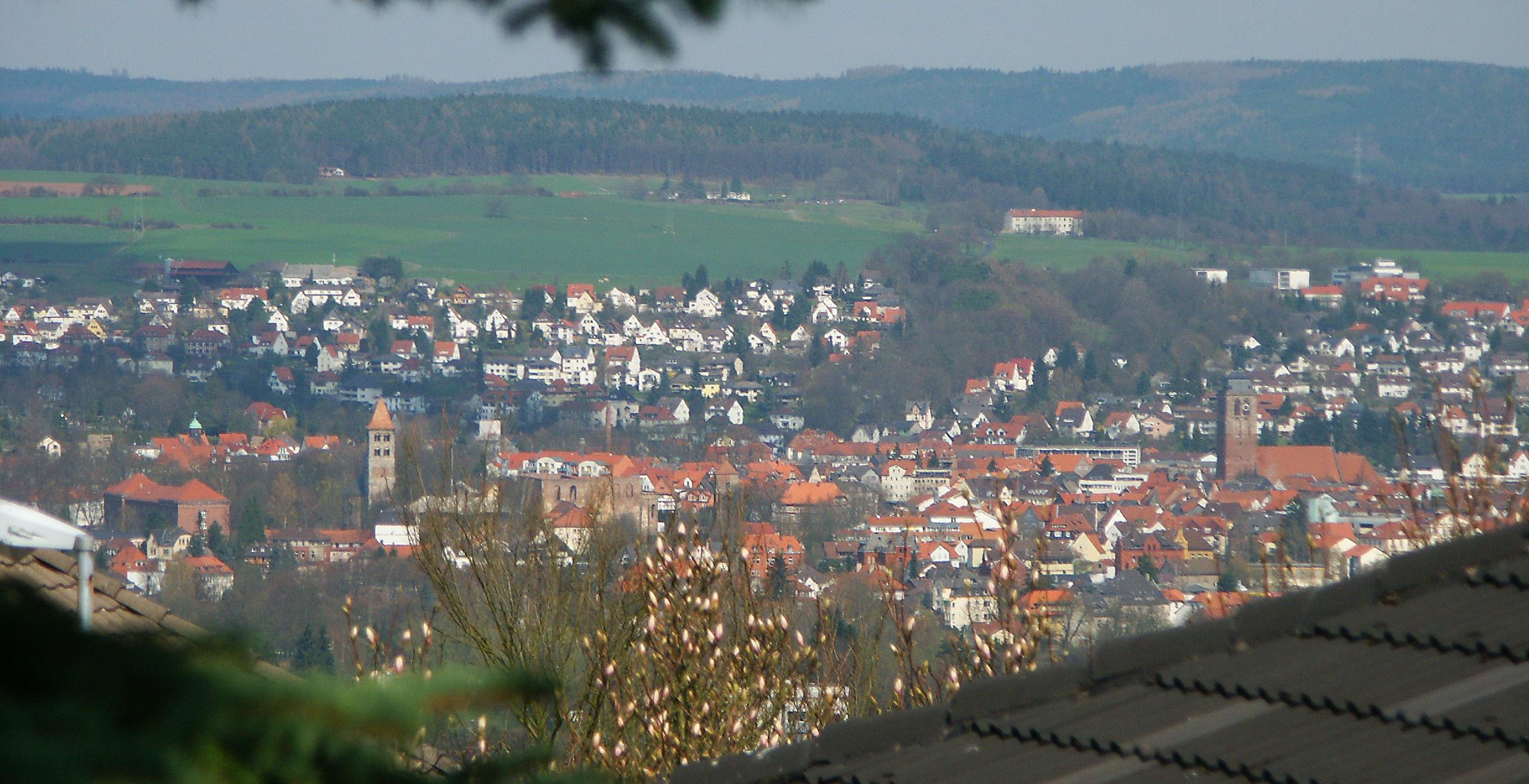
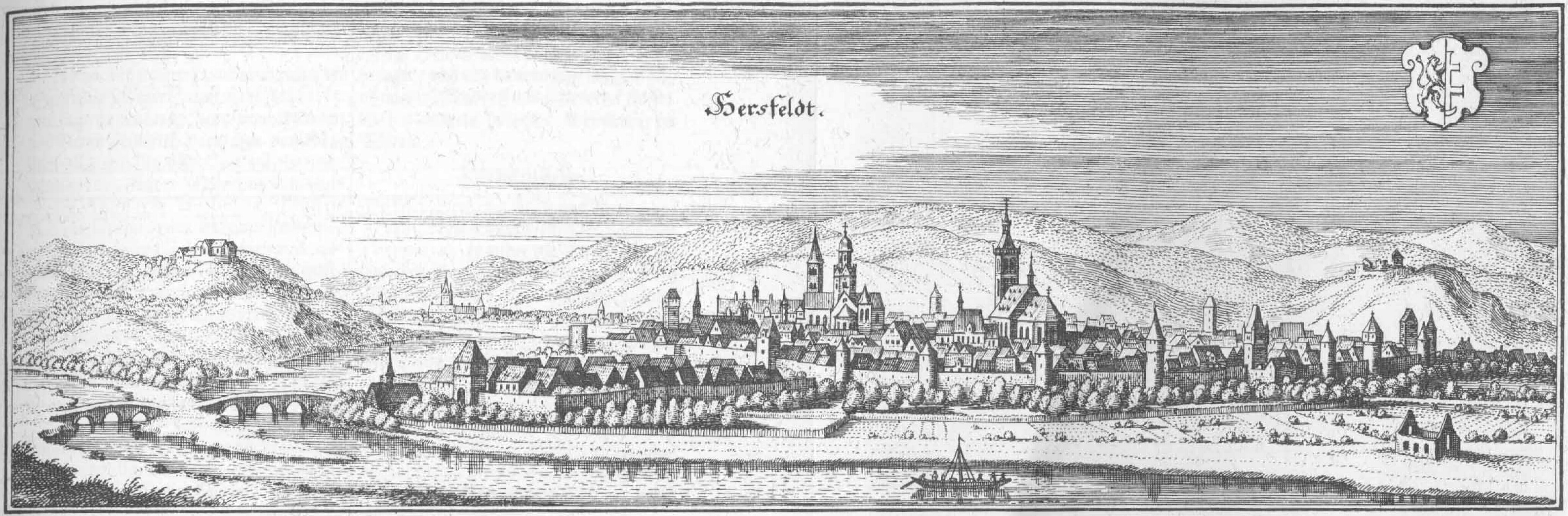
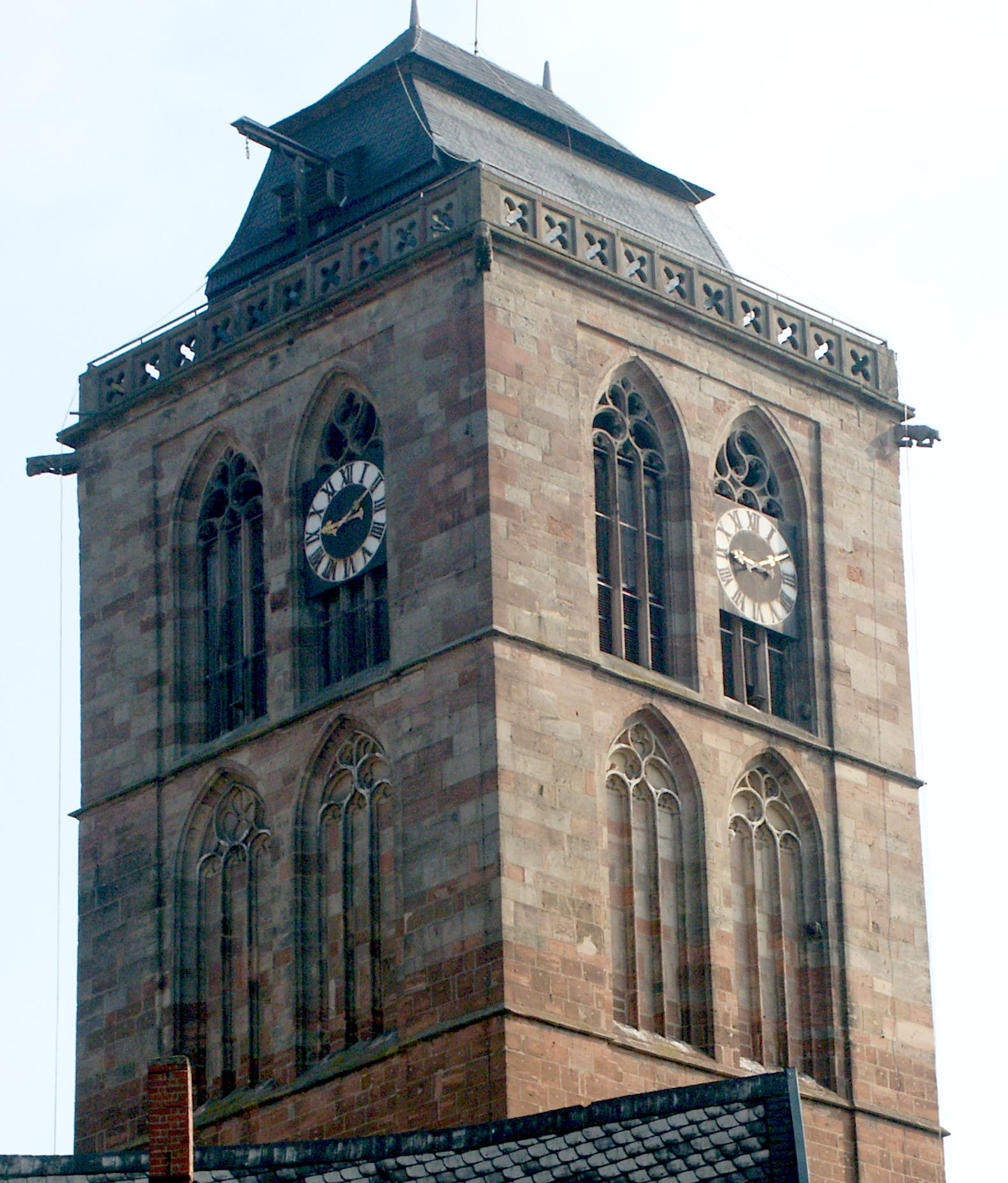
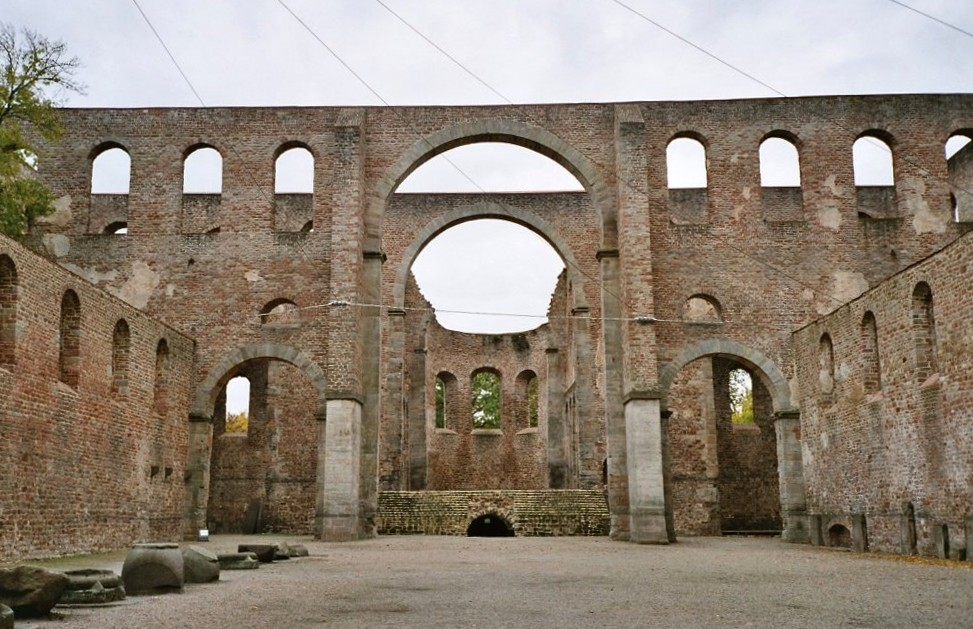